# إلين ستريتش
إلين ستريتش (بالإنجليزية: Elaine Stritch) (و. 1925 – 2014 م) هي ممثلة، ومغنية، وممثلة مسرحية، وممثلة أفلام، وممثلة تلفزيونية من الولايات المتحدة الأمريكية . ولدت في ديترويت، ميشيغان .
توفيت في برمنغهام .

## جوائز وترشيحات
حصلت على جوائز منها:
- جوائز الإيمي برايم تايم.

ترشحت لـ:
- Tony Award for Best Actress in a Play (1996).

## روابط خارجية
- إلين ستريتش على موقع IMDb (الإنجليزية)
- إلين ستريتش على موقع ألو سيني (الفرنسية)
- إلين ستريتش على موقع ميوزك برينز (الإنجليزية)
- إلين ستريتش على موقع تيرنر كلاسيك موفيز (الإنجليزية)
- إلين ستريتش على موقع أول موفي (الإنجليزية)
- إلين ستريتش على موقع قاعدة بيانات برودواي على الإنترنت (الإنجليزية)
- إلين ستريتش على موقع قاعدة بيانات الأفلام السويدية (السويدية)
- إلين ستريتش على موقع إن إن دي بي (الإنجليزية)
- إلين ستريتش على موقع ديسكوغز (الإنجليزية)
- إلين ستريتش على موقع قاعدة بيانات الفيلم (الإنجليزية)